# Prima battaglia di Fort Wagner
La Prima Battaglia di Fort Wagner è stata uno scontro armato durante la Guerra di Secessione Americana il 10 e 11 luglio 1863.

Le truppe dell'Unione comandate dal Brigadier Generale Quincy Gillmore attaccarono la fortezza confederate di Fort Wagner, che proteggeva Morris Island, a sud di Charleston Harbor ma vennero respinti.
Un successivo attacco chiamato Seconda battaglia di Fort Wagner fallì lo stesso.